# 스푸모니

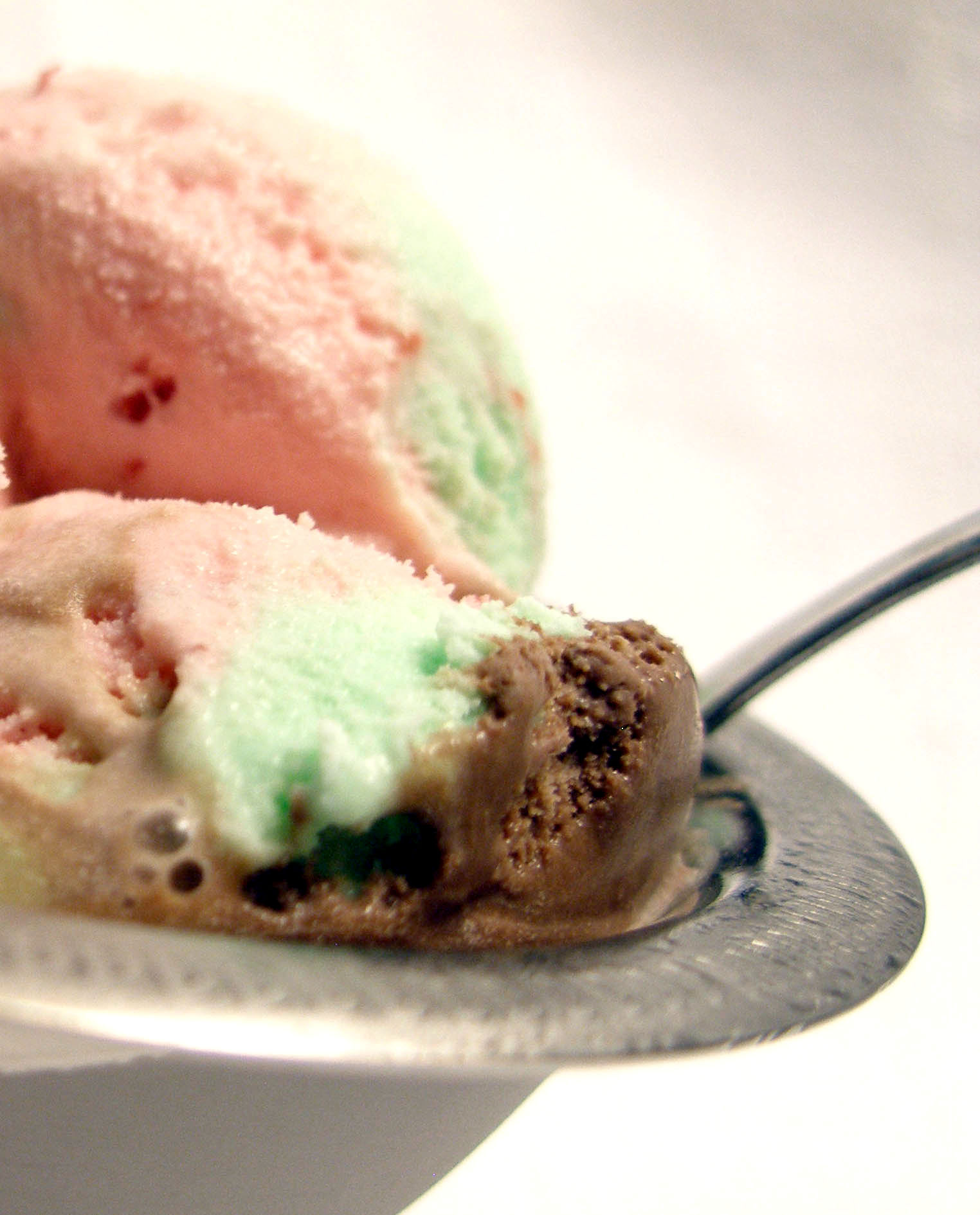
스푸모니

스푸모니(Spumone)는 이탈리아의 아이스크림이다. 여러 가지 종류의 과일을 층 지어 넣었다.

## 같이 보기
- 나폴리 아이스크림
- 타르투포